# Niemcza
Niemcza là một thị trấn thuộc huyện Dzierżoniowski, tỉnh Dolnośląskie ở miền tây nam Ba Lan. Thị trấn có diện tích 20 km². Đến ngày 1 tháng 1 năm 2011, dân số của thị trấn là 3085 người và mật độ 156 người/km².